# Philippe Falardeau
Philippe Falardeau (ur. 1 lutego 1968 w Hull) – kanadyjski reżyser i scenarzysta filmowy, pochodzący z francuskojęzycznej prowincji Quebec. W swoich filmach najczęściej zgłębia temat imigracji.

## Życiorys
Studiował nauki polityczne na Uniwersytecie Ottawskim. Jego pierwszym filmem fabularnym była komedia Lewa strona lodówki (2000), która otrzymała nagrodę za najlepszy debiut reżyserski na MFF w Toronto.
Przełomem w jego karierze okazał się film Pan Lazhar (2011) - opowieść o nowym nauczycielu w montrealskiej szkole, algierskim imigrancie. Obraz cieszył się międzynarodowym uznaniem i zdobył nominację do Oscara dla najlepszego filmu nieanglojęzycznego.
Po tym sukcesie w filmach Falardeau zaczęły występować hollywoodzkie gwiazdy. Reese Witherspoon zagrała główną rolę w dramacie o sudańskich imigrantach w USA pt. W dobrej wierze (2014). Komedia Jak uratowałem Kanadę (2015) opowiadała o kulisach polityki i dotykała ponownie tematu imigracji. W bokserskim filmie biograficznym Droga mistrza (2016) wystąpili Liev Schreiber i Elisabeth Moss. 
Najnowszy obraz reżysera, Mój rok z Salingerem (2020) z Margaret Qualley i Sigourney Weaver w rolach głównych, był filmem otwarcia 70. MFF w Berlinie (2020).